# 公安県
公安県（こうあん-けん）は中華人民共和国湖北省荊州市に位置する県。

## 地理
長江の南岸にあり、大部分は荊江分洪工程の遊水地である。水生植物、草地と森林が多い県東部の崇湖はクサガメ、シマアオジ、ホシハジロ、カシラダカなどの動物の生息地で、2022年にラムサール条約登録地となった。

## 歴史
前202年、漢朝により荊州の武陵郡に孱陵（せんりょう）県が設置された。209年（建安14年）、後漢により公安県と改称されたが、219年（建安24年）に再び孱陵県と改称されている。
280年（太康元年）、西晋により孱陵県より江安県を分割、548年（武定6年）には西魏により江安県は公安県と改称されている。589年（開皇9年）、隋朝は孱陵県及び永安県を公安県に編入し現在の行政区画の祖形が生まれた。1130年（建炎4年）、南宋は軍制を施行し公安軍と一時期改称したが、1135年（紹興5年）には再び公安県とされ現在に至っている。

### 劉備城
現地の地方史では、三国志の英雄・劉備に由来する地名であると紹介されている。赤壁の戦いのころ、劉備は左将軍の官位にあった。配下たちが「左公安在」の地と、験を担いで公と安の2字をとり地名を改めたという。史書にいう。「周瑜は南郡太守となり江陵に出鎮した。劉備は長江をはさんで南岸の油江口に本営を構え、当地を公安と改名した」。
盛唐の詩人・杜甫の五言律詩「公安県懐古」には「江は深し劉備の城」という句がみえる。

## 行政区画
- 鎮：埠河鎮、斗湖堤鎮、夾竹園鎮、閘口鎮、楊家廠鎮、麻豪口鎮、藕池鎮、黄山頭鎮、孟家渓鎮、南平鎮、章荘鋪鎮、獅子口鎮、斑竹壋鎮、毛家港鎮
- 郷：甘家廠郷、章田寺郷

## 出身者
- 袁宗道（中国語版） - 明代の詩人。袁宏道の兄。
- 袁宏道 - 明代の詩人。
- 袁中道（中国語版） - 明代の詩人。袁宏道の弟。